# Vlasatice
Vlasatice (in tedesco Wostitz) è un comune della Repubblica Ceca facente parte del distretto di Brno-venkov, in Moravia Meridionale.